# 李其炎
李其炎（1938年10月—2020年6月3日），山东齐河人。中国共产党和中华人民共和国政治人物。曾任北京市市长、劳动部党组书记、全国政协社会和法制委员会主任委员。中国共产党第十四届中央委员会委员。

## 生平
李其炎1959年考入北京师范学院（今首都师范大学）历史系学习，1961年11月加入中国共产党。1963年7月从大学毕业后，任共青团北京师范学院委员会宣传部副部长。1965年，任共青团北京市委大学部干事。1969年下放北京市门头沟区斋堂公社劳动。1971年，任北京市丰台区师范学校历史教员、教育组副组长。1973年起，历任北京市有线广播管理处干事，中共北京市委农林组、市委农村工作部宣传处干事、负责人、处长。1982年8月，任中共北京市平谷县委书记。1984年4月，任中共北京市委常委、市委组织部部长。1987年12月，任中共北京市委副书记、市委政法委书记。1993年2月，任中共北京市委副书记、北京市市长。1996年10月，因卷入陈希同案调离中共北京市委和市政府，改任劳动部副部长、党组书记。1998年3月任劳动和社会保障部副部长（正部长级）。2003年3月，当选中国人民政治协商会议第十届全国委员会常委、社会和法制委员会主任委员。2004年5月，国务院免去李其炎的劳动和社会保障部副部长职务。2020年6月3日在北京逝世。